# Réauville
Réauville ist eine französische Gemeinde mit 394 Einwohnern (Stand 1. Januar 2022) im Département Drôme in der Region Auvergne-Rhône-Alpes.

## Geographische Lage
Réauville liegt zirka 20 Kilometer südöstlich von Montélimar. Vom Norden kommend ist die Gemeinde von der Autoroute A 7 über die Anschlussstelle Montélimar-Sud zu erreichen. Vom Süden kommend erreicht man Réauville über die Anschlussstelle Bollène. Die nächstgrößeren Gemeinden in der Nähe sind Grignan und Valaurie.

## Bevölkerungsentwicklung
| Jahr                       | 1962 | 1968 | 1975 | 1982 | 1990 | 1999 | 2006 | 2016 |
| Einwohner                  | 189  | 167  | 166  | 243  | 315  | 336  | 363  | 383  |
| Quellen: Cassini und INSEE |      |      |      |      |      |      |      |      |

## Landwirtschaft
Die Gemeinde ist, genau wie der gesamte Kanton, landwirtschaftlich geprägt, es werden unter anderem Weizen, Sonnenblumen, Lavendel, Aprikosen, Kirschen und Wein angebaut.

## Bauwerke

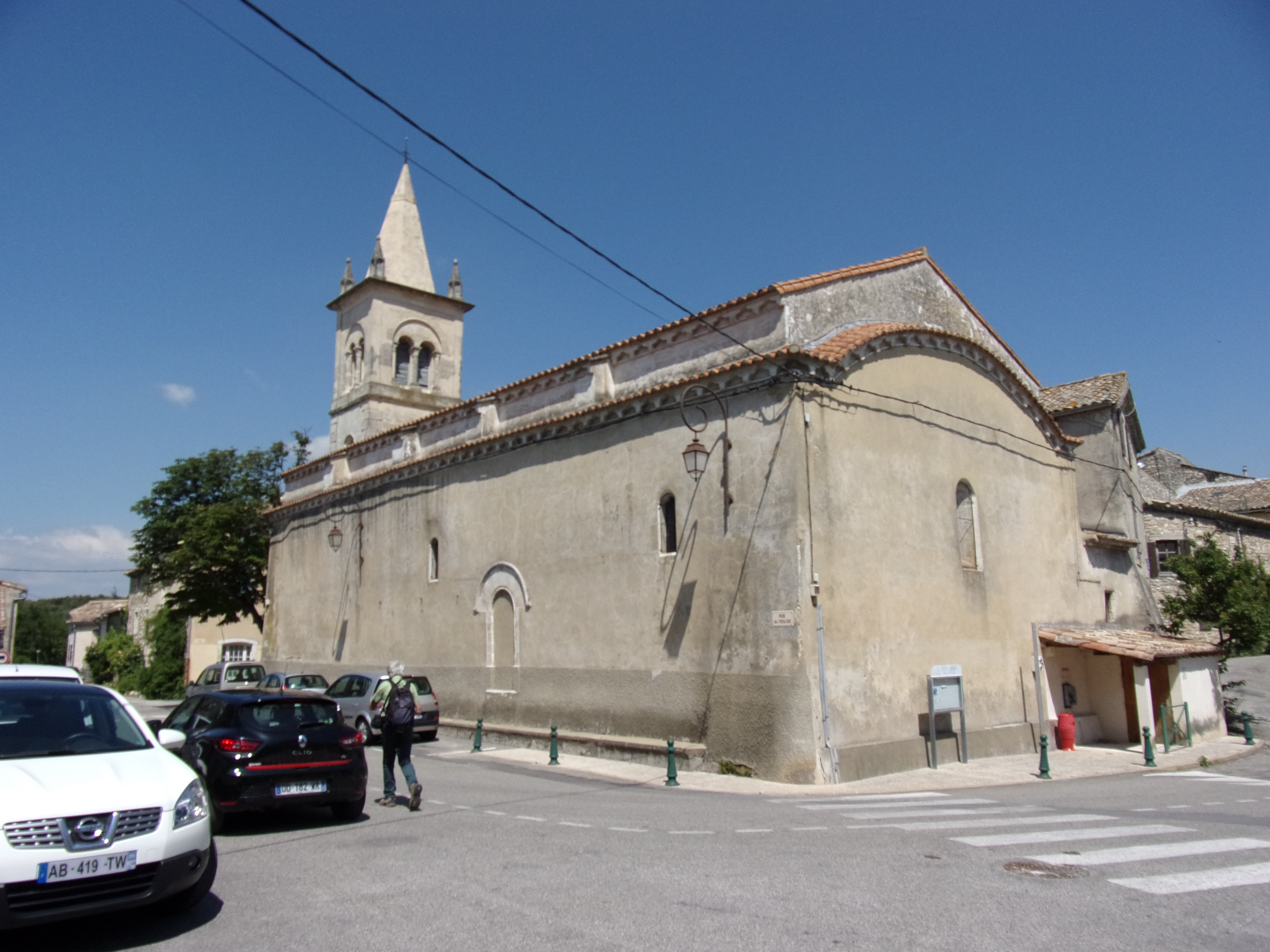
Kirche Sainte-Madeleine

Wichtigstes Bauwerk im Ort ist die Kirche Sainte-Madeleine mit Fresken aus dem 19. Jahrhundert. Ansonsten ist die Gegend geprägt von Häusern im typisch provençalischen Stil.

## Naturdenkmäler
In der zeitgeschichtlichen Epoche des Miozän war Réauville vom Meer bedeckt. In der Sablière (Sandgrube) von Réauville können Fossilien von Muscheln, Haifisch- und Rochenzähnen und Seeigeln aus dieser Zeit betrachtet werden.

## Trivia
Der Kriegsheld Albert Severin Roche wurde 1895 in Réauville geboren. Für seine Taten im Ersten Weltkrieg wurde er von Ferdinand Foch als "Erster Soldat von Frankreich" betitelt.